# Dieter Bankert
Dieter Bankert (* 18. Juli 1938 in Leipzig) ist ein deutscher Architekt, Stadtplaner sowie Maler und Baukünstler. Nach 25 Jahren Tätigkeit im Ost-Berliner Ingenieurhochbaukombinat in der DDR-Zeit, in welchen er zahlreiche Großbauten mitprägte, übersiedelte Bankert 1988 nach Dessau und übernahm Aufgaben im 1977 wieder errichteten Bauhaus. Nach der politischen Wende gründeten mehrere Mitarbeiter des Bauhauses die Projektgesellschaft mbH am Bauhaus, wo Bankert seine architektonischen Planungen weiterführen konnte. Zugleich machte er sich im Ort zusammen mit einer Partnerin selbstständig.

## Leben und Entwicklung zum Architekten
An der Technischen Universität Dresden studierte Bankert Architektur. Nach dem erfolgreichen Abschluss 1962 trat er in das VEB Bau- und Montagekombinat Ingenieurhochbau Berlin (IHB) ein und begann bei Hermann Henselmann als Mitglied des Kollektivs Berlin-Projekt zu arbeiten.
Zusammen mit weiteren Planern wie Manfred Prasser oder Heinz Graffunder war er an vielen großen Bauprojekten im Stadtzentrum beteiligt.
Dieter Bankert war verheiratet, seine damalige Frau Barbara, geborene Mehlig aus Dresden, war ebenfalls Architektin. (Barbara Bankert war einige Zeit Stadtbezirksarchitektin in Berlin-Hohenschönhausen und soll unter anderem das Vorbild für die Darstellung Die Badende eines Mosaikwandbildes an einem zugemauerten Eingang des Kassenhäuschens vom Freibad Orankesee, 1974 vollendet, gewesen sein.) Das Paar lebte in den 1980er Jahren in einem Einfamilienhaus in Berlin-Niederschönhausen, Heinrich-Mann-Straße 24.
Als die DDR-Regierung in den späten 1960er Jahren einen intensiven Ausbau von Wissenschaft und Technik vorsah mit der Errichtung von Großforschungszentren, reichte Dieter Bankert für ein in Berlin-Friedrichsfelde angedachtes Mathematisch-Naturwissenschaftlich-Technisches Zentrum (MNTZ) Skizzen für ein futuristisches Auditorium maximum und für ein Hochhaus der Sektion Mathematik in der Silhouette einer Glockenkurve ein. Die hochfliegenden Pläne wurden bald fallengelassen und das Zentrum nie realisiert.

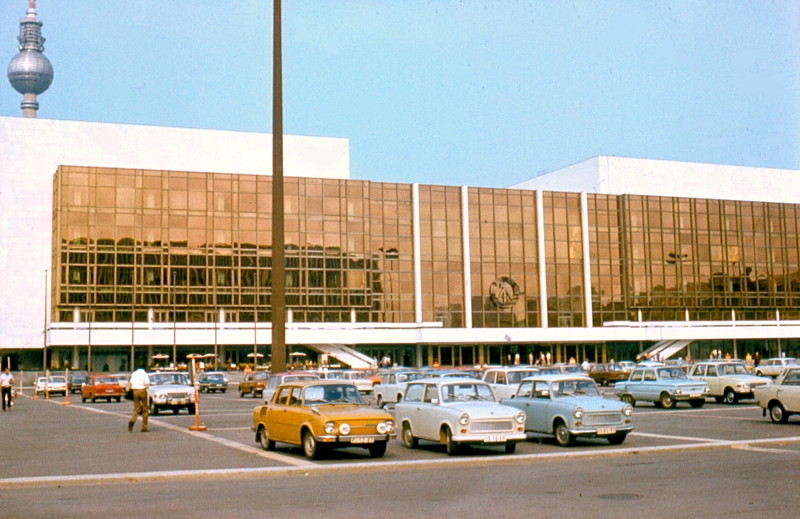
Längster Teil der Fassade vom Palast der Republik, Ansicht 1977, nach Entwurf von Bankert realisiert

In den Jahren 1972/1973 entwarf und realisierte das Kollektiv Bankert ein neues Sudhaus für die rekonstruierte Schultheiß-Brauerei in der Indira-Gandhi-Straße. Sein Team war des Weiteren an der Neubebauung des Alexanderplatzes, dem Entwurf von Wohnbauten im Nikolaiviertel, der Gestaltung des Gendarmenmarktes, Planungen von Tiergebäuden im Tierpark Berlin, dem Palast der Republik, dem Charité-Hochhaus und dem neuen Friedrichstadt-Palast (1981–1984; Foyer, Zuschauerraum) wesentlich beteiligt. Aber auch zur Gestaltung der Ost-Berliner Neubaugebiete außerhalb des Zentrums lieferte Bankert Planungsskizzen (beispielsweise ein sternförmiges Bezirkszentrum für Berlin-Marzahn, 1977).
Parallel zu seiner täglichen Arbeit beteiligte sich Dieter Bankert an Architekturwettbewerben, auch im Ausland. Für ein Wandertheater in London (Ausschreibung der Union Internationale des Architects) reichte er ebenso Entwürfe ein wie für die CTK (Tschechische Presseagentur) in Prag. Selbst für den kubanischen Ort Playa Girón und zur Neugestaltung des Stadtzentrums von Sofia skizzierte er moderne Gebäude für die Gestaltungswettbewerbe.
Nachdem das Ministerium für Bauwesen der DDR und die Bauakademie im sanierten Bauhausgebäude Dessau im Jahr 1988 das Zentrum für Gestaltung eingerichtet hatten, wurde ein leitender Architekt gesucht. Dieter Bankert, der noch mit Planungen für neue Wohngebäude in der Berliner Friedrichstraße beschäftigt war, erhielt diesen Posten und zog nach Dessau.
In der Zeitschrift Bauwelt findet sich ein Entwurf für das Gebäude und den Innenraum eines neuen Kongresszentrums in Tokyo aus dem Jahr 1989.
Bankert war Mitglied des Bundes deutscher Architekten in der DDR.
Nach der deutschen Wiedervereinigung setzte Bankert seine Arbeit am Bauhaus Dessau bis Ende der 1990er Jahre fort und führte gern auch Besucher durch den Neubau.
Zur gleichen Zeit gründete Bankert in Dessau ein eigenes Architekturbüro und suchte sich Gleichgesinnte. Sie konzentrierten sich auf Arbeiten in den Bundesländern Sachsen-Anhalt und Sachsen. Seine erste Partnerin wurde Jaqueline Lohde, ab Mitte der 2010er Jahre tat er sich mit Anne-Barbara Sommer zusammen, bald heirateten sie. Sie führen gemeinsam Sanierungen, Rekonstruktionen, Um-, An- und Neubauten aus und nehmen rege an Gestaltungswettbewerben teil.
Auch noch „aus der Ferne“ verfolgen Bankert/Sommer die Entwicklung in Berlins Mitte. Nach dem Abriss des Palastes der Republik beteiligten sie sich mit drei anderen Architekturateliers am Entwurf eines Europeums (Jahr 2006), einem Haus, das sich nach ihrer Auffassung „einer intensiven Beschäftigung mit der Kultur Europas“ widmen sollte. Nur wenige „europäische“ Grundgedanken sind schließlich in das nun im Bau befindliche Projekt Humboldtforum eingeflossen.
Große Teile von Bankerts Entwürfen, Dokumenten, Bildern und Fotos befinden sich seit 2014 im Archiv des Leibniz-Instituts für Raumbezogene Sozialforschung (IRS) in Erkner.
Dieter Bankert ist Mitglied der Architektenkammer Sachsen-Anhalt.

## Bankerts bevorzugte Bauweisen

### Bis 1990

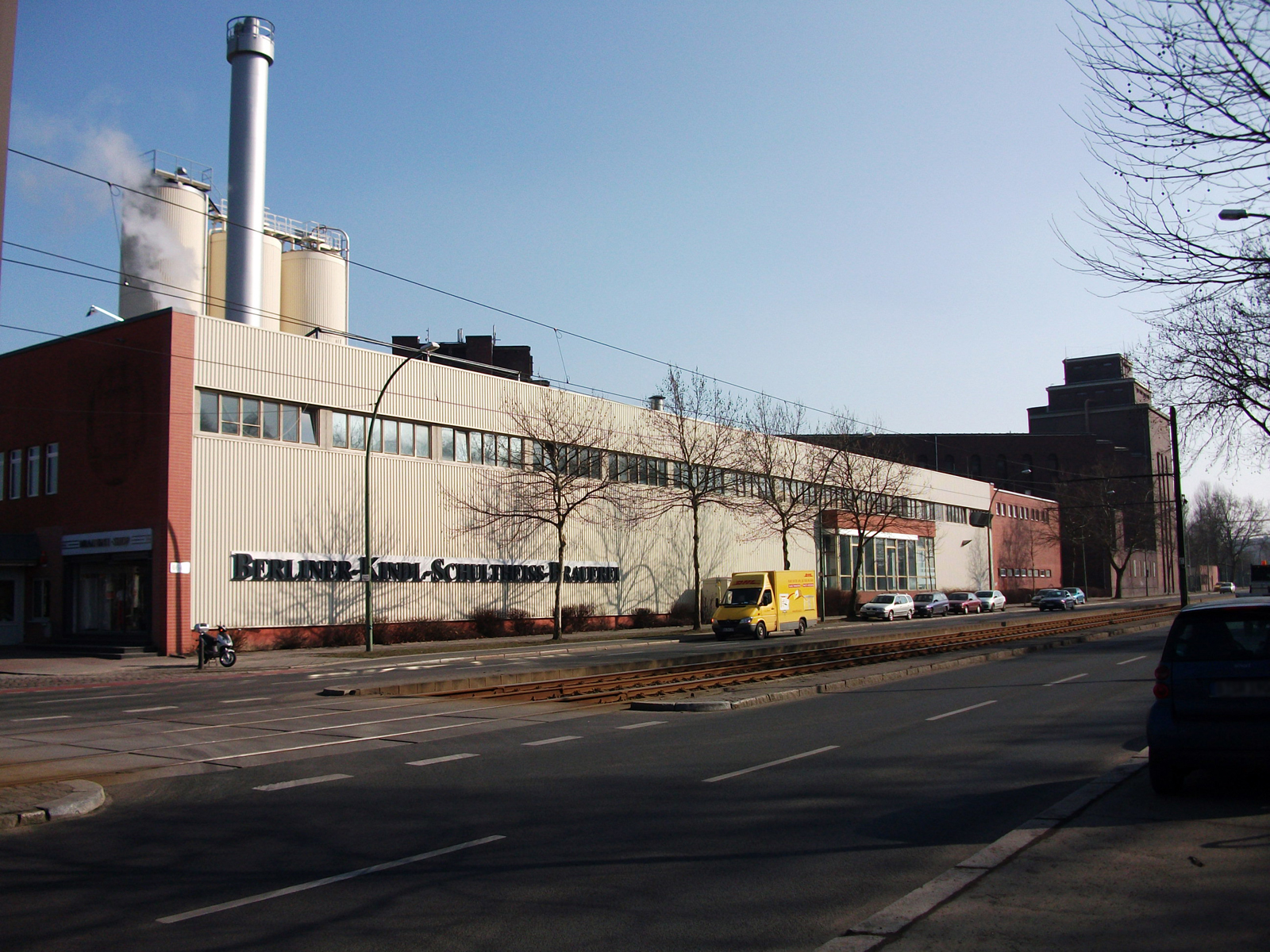
Sudhaus in der Indira-Gandhi-Straße

In den meisten Fällen handelte es sich um Kultur- oder Industriebauten. Dafür setzte Dieter Bankert gern auf Spannbeton in Kombination mit Fertigteilen oder mit individuellen schwungvollen Bauteilen. Zum Beispiel ist das 1970er Sudhaus der Brauerei, in dem sich zugleich die Steuerzentrale befindet, eine einschiffige Halle, von 18 Meter langen Bindern gehalten. Die Außenhülle besteht aus Aluminiumtafeln, im oberen Bereich lässt eine zusammenhängende Fensterreihe Tageslicht in die Anlage. Nach der Wende und dem mehrfachen Eigentümerwechsel der Brauerei wurde diese Halle dahingehend umgebaut, dass im mittleren Teil zur Straßenseite hin eine Öffnung entstand, in welche ein Fanshop mit großen Fenstern auf Straßenniveau eingebaut wurde.
Prinzipiell verfolgt Bankert die von ihm kreierte Dreiecksformel „Form Funktion Struktur“.
Im Kreis seiner Kollegen galt und gilt Dieter Bankert als besonders vielseitig und beweist eine starke visionäre Kraft.

### Seit 1990
Seit den erweiterten technischen Möglichkeiten bedient sich Bankert der modernen Bautechnologien und Baumaterialien, blieb aber seinem Streben nach besonders dynamischen Entwürfen weitestgehend treu.

## Wesentliche nach Mitentwurf von Bankert realisierte Bauten
- 1972/73: Sudhaus der Schultheiß-Brauerei in Berlin
- 1973–76: Fassade vom Palast der Republik mit Ehrentribüne in Berlin[19]
- 1979–1983: Hotel Sofitel in Berlin-Mitte, Charlottenstraße 50–52, Nähe Gendarmenmarkt[20]
- 1981–1984: Neuer Friedrichstadt-Palast
- 1991: Erweiterung des Rathauses in Dessau[21]
- 2010: Entwurf und Ausführung eines Denkmals für den Jüdischen Friedhof in Wörlitz[22]
- 2013/14 Alte Brauerei in Dessau, Elisabethstraße: Umbau[23]
- um 2013: Sanierung der Grundschule und des Hortgebäudes in Dessau, Friederikenstraße[23]
- 2013: Gestaltung von fünf Ausstellungs-Containern der Landeskirche Anhalt (pro Kirchenkreis jeweils ein Container) zum Kirchentag in Hamburg[23]
- 2017: Bewerbung um den Bau einer Synagoge in Dessau; einem Anbau an das Kantorhaus (ein „Quader samt Zeltdach“) für weniger als eine Million Euro Baukosten. Das frühere jüdische Gebetshaus wurde in der Pogromnacht 1938 niedergebrannt.[24][25]

## Werkausstellungen
- 1972–1976: Zwei Kunstausstellungen im Ausland, organisiert vom DDR-Zentrum für Kunstausstellungen (dem früheren und seit 1990 wieder vereinten Institut für Auslandsbeziehungen (ifa)). Zu sehen waren Entwürfe von Wolf R. Eisentraut, Heinz Graffunder, Karl-Ernst Swora, Günter Kunert, Manfred Prasser, Heinz Aust und Dieter Bankert[26]

- September bis Oktober 2009: Dieter Bankert „Zeichnungen – Malerei – Architektur“ …hungrig auf den Zauber den ARCHITEKTUR vermag… in der Orangerie der Anhaltischen Gemäldegalerie; organisiert und betreut vom Anhaltischen Kunstverein Dessau[18]

- 2013: Ausstellung Brau-Art in Dessau mit Bildern verschiedener Künstler in der Alten Brauerei[27]

- Januar bis März 2016: Die Utopien des Dieter Bankert
Seit den 2010er Jahren organisiert das IRS in Erkner regelmäßige Werkschauen von Projekten verschiedener Architekten und Künstler. Im Januar 2016 wurde die Schau Die Utopien des Dieter Bankert im Ausstellungspavillon des IRS eröffnet.[28] Hier waren Bilder, Skizzen und Zeichnungen aus der DDR-Zeit und später zu sehen. Fotos und Modelle demonstrierten nach Bankerts Plänen errichtete Bauten, auch Entwürfe von nicht realisierten Bauwerken waren ausgestellt.[4]